# Andrew Young (sciatore)
Andrew Young (Huntly, 21 febbraio 1992) è un fondista britannico, primo atleta del suo Paese a salire sul podio di una gara di Coppa del Mondo.

## Biografia
Young, attivo in gare FIS dal marzo del 2008, ha esordito in Coppa del Mondo il 13 dicembre dello stesso anno a Davos (77º), ai Campionati mondiali a Liberec 2009, dove si è classificato 98º nella sprint e 14º nella staffetta, e Giochi olimpici invernali a Vancouver 2010, piazzandosi 60° nella sprint e 74º nella 15 km.
Ai Mondiali di Oslo 2011 è stato 61° nella sprint, 15° nella staffetta e non ha concluso la 15 km, mentre nella successiva rassegna iridata di Val di Fiemme 2013 si è classificato 45° nella sprint, 55º nello skiathlon, 53° nella 15 km e 54° nella 50 km. Ai XXII Giochi olimpici invernali di Soči 2014 si è piazzato 42º nella sprint e 37° nella 15 km, mentre l'anno dopo ai Mondiali di Falun è stato 40º nella sprint. Il 19 dicembre 2015 ha ottenuto il suo primo podio in Coppa del Mondo nella sprint di Dobbiaco, classificandosi al 3º posto; nella stagione successiva, ai Mondiali di Lahti 2017, si è classificato 46º nella 15 km, 22° nella sprint e non ha completato lo skiathlon. Ai XXIII Giochi olimpici invernali di Pyeongchang 2018 si è classificato 57º nella 15 km, 45º nella sprint e 12º nella sprint a squadre; l'anno dopo ai Mondiali di Seefeld in Tirol 2019 è stato 36º nella 15 km, 38º nella 50 km e 22º nella sprint, mentre a quelli di Oberstdorf 2021 si è classificato 45º nella 15 km e 11º nella sprint a squadre. L'anno dopo ai XXIV Giochi olimpici invernali di Pechino 2022 si è piazzato 51º nella 15 km, 36º nella sprint e 20º nella sprint a squadre; ai Mondiali di Planica 2023 è stato 29º nella 15 km, 46º nella sprint e 6º nella sprint a squadre e a quelli di Trondheim 2025 si è classificato 31º nella 50 km, 19º nella sprint a squadre e 9º nella staffetta.

## Palmarès

### Coppa del Mondo
- Miglior piazzamento in classifica generale: 25º nel 2021
- 3 podi:
  - 1 secondo posto
  - 2 terzi posti